# النجم الرياضي الساحلي (كرة طائرة)
النجم الرياضي الساحلي للكرة الطائرة (بالفرنسية: Étoile sportive du Sahel (volley-ball))‏، هو إحدى فروع الفريق التونسي والذي يتنافس ضمن القسم الوطني الأول من البطولة التونسية للكرة الطائرة إضافة إلى تمثيل تونس في المنافسات القارية والدولية.

## سجل ألقاب النادي للكرة الطائرة
- البطولة التونسية  (9) :

1995، 2000، 2001، 2002، 2006، 2011، 2012، 2014، 2017.
- كأس تونس  (7) :

1995، 1998، 2001، 2006، 2008، 2015، 2016.
- كأس السوبر التونسي  (3) : 2007، 2010، 2017.

الألقاب الخارجية
- بطولة الأندية الأفريقية  (2) : 2001، 2002.

♦ الدور النهائي  (4) : 1995، 1996، 2012، 2017.
- كأس أفريقيا للأندية  (1) : 1991.

♦ الدور النهائي  (1) : 2006.
- البطولة العربية للأندية البطلة  (2) : 1995، 2016.

♦ الدور النهائي  (2) : 2000، 2007.

## اللاعبين القدامى
- نور الدين حفيظ
- شاكر غزال
- هشام بن رمضان
- سليم شابي
- طارق سماري
- مكرم تميمي
- دافيد زولتان
- توماس أروكو

## وصلات خارجية
- النجم الرياضي الساحلي
- الموقع الرسمي للنجم الرياضي الساحلي.